# Acontecimentos de Montejurra
Os acontecimentos de Montejurra tiveram lugar a 9 de maio de 1976, nos princípios da transição, na romaria anual que, desde a década de 1940, os carlistas seguidores de Javier de Bourbon-Parma realizavam no monte navarro de Montejurra.
Durante a romaria, teve lugar um atentado terrorista contra o Partido Carlista, organizado pelo franquismo político que ainda controlava os recursos do Estado e os setores da extrema direita do carlismo, agrupados em torno de Sixto de Bourbon-Parma, irmão do pretendente carlista Carlos Hugo e enfrentado com ele. Nos acontecimentos de Montejurra tomaram parte também terroristas neofascistas italianos e argentinos.
Nos incidentes morreram duas pessoas, participantes na romaria, e houve vários feridos.

## Antecedentes
Após o Decreto de Unificação promulgado por Franco em 1937 (que integrava falangistas e tradicionalistas num partido único, a Falange, a partir de então denominada Falange Tradicionalista: o Movimiento Nacional),  houve um grande mal-estar nas filas de carlismo, que se agravou após o fim da Guerra Civil. Os partidários de Javier de Bourbon-Parma, nomeado regente após a morte de Afonso Carlos de Bourbon, não aceitaram a unificação (em 1937 o regente declarou expulsos da família carlista os que aceitaram a unificação) e prosseguiram a sua atuação política, que foi evoluindo, à margem do carlismo oficial, para o socialismo. Em 1972, Javier de Bourbon-Parma abdicou no seu filho Carlos Hugo de Borbón-Parma, criador do moderno Partido Carlista.

## A romaria de Montejurra de 1976
Num ambiente de grande crispação política, o Partido Carlista convocou a subida anual a Montejurra, desde o Mosteiro de Irache, com o lema "Uma cita para o povo ". Foram convidados uma vintena de partidos e organizações políticas da esquerda e da extrema esquerda (PCE, PSUC, PTE, ORT, MCE, PSP, PSOE…)

## O complô
Desde os setores da extrema direita do carlismo, agrupados em torno a Sixto de Bourbon-Parma, irmão do pretendente carlista Carlos Hugo, pretendia-se neutralizar a facção esquerdista do carlismo. O complô foi organizado pelos aparatos de segurança do Estado, através da denominada Operação Reconquista. O general da Guarda Civil José Antonio Sáenz de Santa Maria, na data dos acontecimentos chefe do Estado Maior da Guarda Civil e pessoa muito relevante durante a Transição, antes de falecer, revelou que foi o próprio Estado o que, frente da evolução do carlismo, tentou criar um "contrapoder" ao redor da figura de Sixto de Bourbon, por meio do serviço de inteligência SECED, criado por Carrero Blanco (substituído em 1977 pelo CESID, atual CNI). A Operação Reconquista contava com as bendições dos estamentos superiores incluindo Manuel Fraga (ministro de Governação) e Árias Navarro (Presidente de Governo). O grupo de Sixto de Bourbon também foi apoiado por altos cargos do regime como Antonio María de Oriol y Urquijo, então presidente do Conselho de Estado; o general Angel Campano, diretor da Guarda Civil (em cujo escritório foi gestada a operação); José María Araluce, presidente da Deputação de Guipúscoa, e José Ruiz de Gordoa, governador civil de Navarra:
| “ | Pela sua vez, o general Sáenz de Santamaria, que era na data dos acontecimentos chefe do Estado Maior da Guarda Civil, afirmou que o SECED facilitara aos mercenários estrangeiros grande quantidade de bastões para agredir os carlistas e que «o financiamento da operação correu por senhor Oriol Urquijo». Os mercenários participaram nos incidentes ocorridos na parte baixa do monte, onde faleceu Aniano Jiménez por tiros realizados por José Luis Marín García-Verde, conhecido como "o homem da gabardina". Os tiros de metralhadora que provocaram a morte de Ricardo García Pellejero e feriram vários carlistas na cimeira do monte foram efetuados por cidadãos espanhóis, simpatizantes de Comunhão Tradicionalista. | ” |

Acordou-se que um nutrido grupo de membros da facção da extrema direita do carlismo, Comunhão Tradicionalista, membros de Guerrilheiros de Cristo Rei, falangistas, militantes de União Nacional Espanhola (UNE) -o partido de Gonzalo Fernández de la Mora- e um comando integrado por mais de 20 mercenários italianos e argentinos de ideologia ultra (entre os que se encontrava também o francês Jean Pierre Cherid, que faleceria em 1984 numa ação dos GAL quando colocava uma bomba nos baixos do veículo de um dirigente etarra) acudissem à romaria e atacassem os participantes nela. Uns dias antes, o governador civil de Navarra, José Ruiz de Gordoa, reservou 20 quartos no hotel Irache de Estella, para que se alojassem Sixto de Bourbon e a sua escolta.

## Os incidentes
Os incidentes aconteceram primeiro na parte baixa do monte. Ali, os participantes da romaria foram atacados com pedras e outros objetos contundentes, sendo aqui onde tomaram parte primariamente os mercenários. A agressão culminou com um disparo efetuado pelo requeté José Luis Marín García-Verde, conhecido como "o homem da gabardina", resultando ferido Aniano Jiménez Santos, que faleceria vários dias depois. Posteriormente ocorreram novos incidentes na cimeira do monte, quando os agressores trataram de impedir o acesso dos seguidores de Carlos Hugo. O supracitado Marín Garcia-Verde, com outros participantes na agressão, cidadãos espanhóis, simpatizantes de Comunhão Tradicionalista, causaram a morte de Ricardo García Pellejero e feriram vários carlistas mediante tiros de arma curta.
Esses crimes executaram-se em presença e com a colaboração das forças de segurança, sem que fossem detidos os autores nem confiscadas as armas empregadas. Estes atos terroristas puderam ser relacionados com a Operação Gládio e com o argumento de terrorismo de Estado que posteriormente originaria os GAL.Rodolfo Eduardo Almirón, ex membro da Triple A argentina que posteriormente seria chefe de segurança de Aliança Popular e guarda-costas pessoal de Manuel Fraga durante os últimos anos da década de 1970 e primeiros da década de 1980, e Stefano Delle Chiaie, terrorista de extrema direita italiano com vínculos com a organização anticomunista da OTAN, Gládio, estavam presentes em Montejurra este dia.

## Consequências
A partir dos incidentes, Sixto de Bourbon foi expulso da Espanha, sem que fosse tomada declaração judiciária.
Com posterioridade, e a requerimento de terceiros e da acusação gerida pelo Partido Carlista, foram detidas várias pessoas acusadas de homicídio. A pesquisa terminou no Tribunal de Ordem Pública, cujo juiz a cerrou a 4 de janeiro de 1977 com o processamento de três pessoas: José Luis Marín García-Verde, como responsável pelos assassinatos, Arturo Márquez de Prado e Francisco Carrera, como dirigentes da ação violenta. Os advogados da acusação não conseguiram que testemunhasse Manuel Fraga, ministro da Governação e que o dia dos acontecimentos se encontrava numa viagem oficial na Venezuela (após a sua volta, manifestaria que os incidentes não foram mais que uma «peleja entre irmãos»). Contudo, a estes crimes foi-lhes aplicada a Lei de Anistia de 1977, e os acusados, sem ter sido julgados, foram libertos, ao ficar extinguida a sua responsabilidade penal.
Em sentença da Audiência Nacional de 5 de novembro de 2003 reconhecidos os dois assassinados como "vítimas do terrorismo", remitindo à Sentença ditada pelo Tribunal Supremo de 3 de julho de 1978, sendo entregue a uma das suas viúvas a "Medalha de Ouro" de Navarra.